# Bonyhai református templom
A bonyhai református templom műemlékké nyilvánított templom Romániában, Maros megyében. A romániai műemlékek jegyzékében az MS-II-m-B-15597 sorszámon szerepel.